# Đan viện Maulbronn
Đan viện Maulbronn (tiếng Đức: Kloster Maulbronn) nguyên là một đan viện của dòng tu Xitô ở ngoại ô của thành phố Maulbronn (Đức). Gần đấy là thành phố lớn Pforzheim trong bang Baden-Württemberg. Đan viện này được xem là đan viện thời Trung cổ được bảo tồn tốt nhất trong phần đất châu Âu phía bắc dãy núi Alps. Tại đây có thể nhận thấy được tất cả các phong cách và phát triển của kiến trúc từ thời Roman cho đến cuối thời Gothic. Từ tháng 12 năm 1993 tu viện là di sản thế giới của UNESCO.
Trong khu vực đan viện được bao bọc bởi một bức tường thành này ngày nay bao gồm nhiều nhà hàng, tòa thị chính Maulbronn, sở cảnh sát và nhiều công sở khác. Ngoài ra là một trường học Tin Lành.

## Lịch sử
Lịch sử đan viện thật ra bắt nguồn từ vùng đất Eckenweiher gần thành phố Mühlacker. Vào năm 1138, cảm hóa tư tưởng cải cách của Bernhard của Clairvaux, hiệp sĩ Walter của Lomersheim đã muốn hiến tặng vùng đất Eckenweiher được thừa kế để xây dựng một đan viện dòng Xitô mà ông cũng muốn gia nhập vào đấy. Vì thế nên ông đã nhờ viện phụ Ulrich của đan viện Neuburg gửi 12 đan sĩ và một số thầy dòng đến dưới sự lãnh đạo của viện phụ Dieter. Thế nhưng do thiếu đá xây dựng và thiếu nước nên đan viện không thể xây tại đây được. Walther lại nhờ đến tổng giám mục của Speyer là Gunther của Speyer. Năm 1147 tổng giám mục đến viếng thăm Eckenweiher, cũng thuộc vào địa hạt tổng giáo phận của ông, và chuyển các đan sĩ đến Maulbronn.
Một truyền thuyết kể lại rằng trên đường đi tìm một nơi thích hợp hơn Eckenweiher để xây dựng đan viện, các đan sĩ đã cho một con la mang một túi tiền đi trước. Con la đã dừng lại tại nơi mà ngày nay có giếng nước con la để uống nước. Các đan sĩ tin rằng đây là dấu hiệu của Thiên Chúa và quyết định xây đan viện ngay tại nơi này. Ngày nay, tên thành phố Maulbronn (Maul: con la, Bronn: giếng nước) cũng như huy hiệu của thành phố (hình con la bên cạnh giếng nước) đều nhắc đến truyền thuyết này.

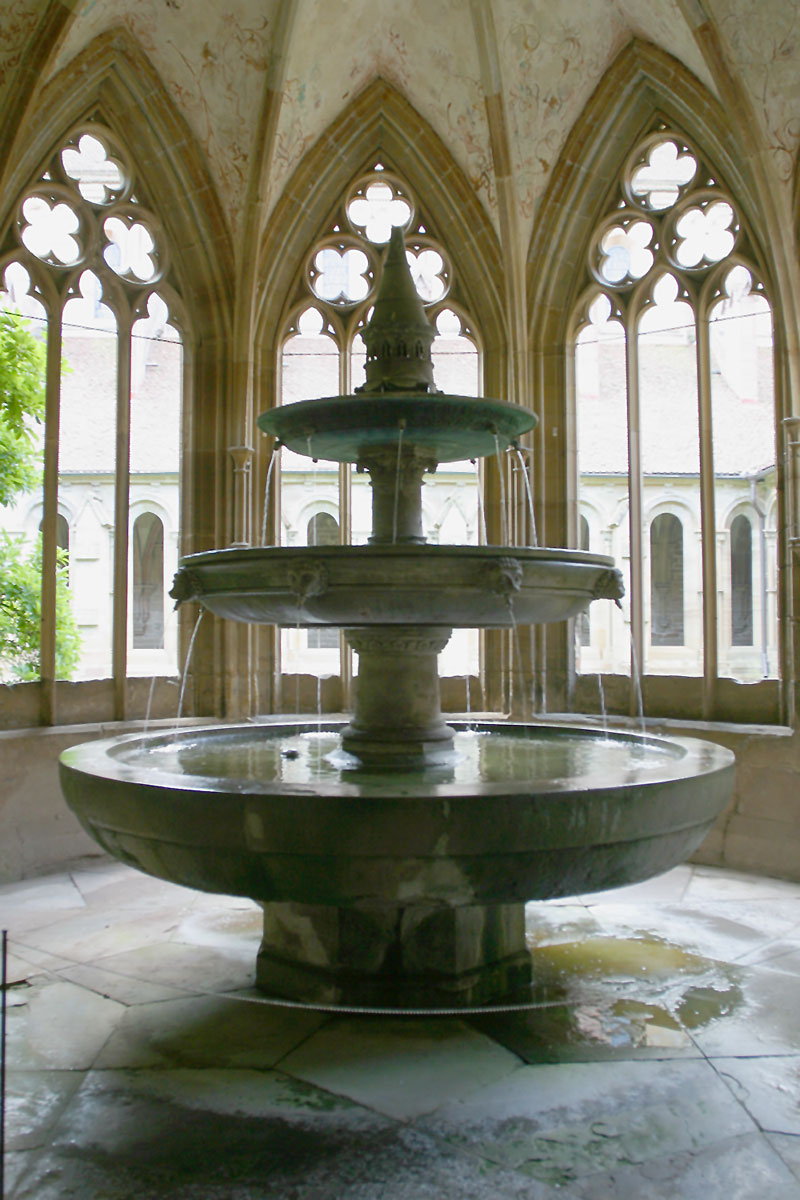
Giếng nước nhìn từ bên trong

Trong thời gian gần 400 năm các đan sĩ dòng Xitô tại Maulbronn đã có nhiều ảnh hưởng đến xã hội thời Trung cổ, không những về mặt tôn giáo và văn hóa mà còn về mặt kinh tế và chính trị. Kế hoạch khôn khéo, siêng năng và tài năng thủ công của các đan sĩ đã giúp cho đan viện tăng trưởng nhanh chóng. Ngay trong năm 1178 ngôi nhà thờ 3 gian theo lối kiến trúc Roman cung hiến cho Đức Mẹ Maria đã được khánh thành. Kiến trúc nhà thờ đã trải qua nhiều lần xây dựng cải tạo như có thể nhìn thấy rõ tại hành lang bao bọc lấy sân trong. Sự đa dạng của phong cách Roman, Gothic với các phong cách chuyển tiếp và ngay cả cách xây dựng của các thời kỳ sau đó đều được thể hiện tại đây.
Từ năm 1156, đan viện được hưởng sự bảo hộ trực tiếp của hoàng đế. Thời kỳ thứ hai của đan viện bắt đầu trong mùa Xuân năm 1504, trong cuộc chiến tranh giành quyền thừa kế Bayern-Pfalz, khi đan viện bị Công tước Ulrich của Württemberg chiếm đoạt sau 7 ngày bao vây và từ đó thuộc về Công quốc Württemberg. Từ đấy đan viện và khoảng 60 làng dân thuộc sở hữu của đan viện đứng dưới sự bảo hộ của Công tước Ulrich.
Bại trận trong Chiến tranh Schmalkaden 1546/1547, là cuộc chiến của hoàng đế Karl IV chống lại Liên minh Schmalkaden của các lãnh chúa theo đạo Tin Lành, vị công tước đầu tiên phải trao trả đan viện lại cho dòng tu. Thế nhưng Hòa ước Ausburg năm 1555 đã cho vị công tước quyền quyết định tôn giáo của thần dân trong lãnh địa. Năm 1556 ông ra lệnh thành lập trường học trong tất cả các nam tu viện lớn thuộc Công quốc Württemberg. Trường học trong đan viện Maulbronn mà một trong số ít các trường dòng vẫn còn hoạt động cho đến ngày nay. Từ năm 1807 trường này trở thành Trường thần học Tin lành Maulbronn và Blaubeuren với ký túc xá Tin Lành và thuộc về nhà thờ Tin Lành trong Württemberg ngày nay.

## Kiến trúc

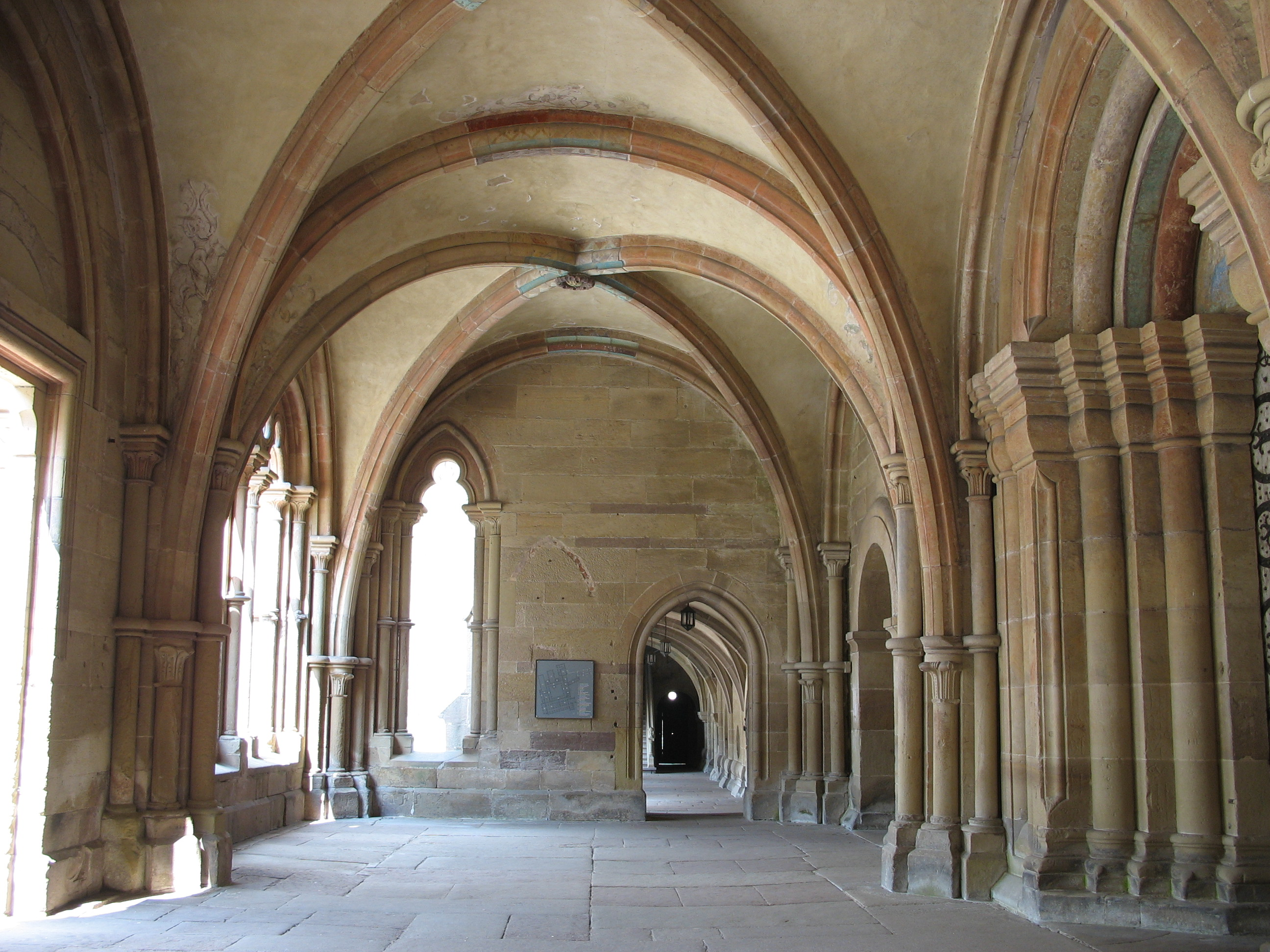
Tiền sảnh của nhà thờ

Trong đan viện Maulbronn có thể nhìn thấy rất nhiều vật chứng thời kỳ đầu của nghệ thuật xây dựng Gothic trong nước Đức. Rất có thể người xây dựng tu viện đã được đào tạo tại các công trình xây dựng Gothic thời kỳ đầu trong nước Pháp.
Tiền sảnh của nhà thờ thuộc vào trong số các công trình xây dựng đầu thời Gothic từ cuối thế kỷ 12 đến giữa thế kỷ 13 trong tu viện Maulbronn. Tiền sảnh có tên là Paradies (Thiên Đàng) do có bích họa vẽ sự phạm tội của Adam và Eve. Các bích họa được vẽ lần cuối vào năm 1522 nhưng chỉ còn sót lại một vài phần. Tiền sảnh nhà thờ đánh dấu thời gian chuyển tiếp từ Roman sang Gothic. Cửa sổ cao nhiều ánh sáng và mái vòm rộng lớn rõ ràng đã thuộc về Gothic nhưng lại chưa có vòm nhọn mà là cung tròn Roman trang trí cửa sổ. Nhiều nhóm cột đã là cấu trúc chịu lực thay thế cho các phần kiến trúc chịu lực khác. Cũng đáng được chú ý là các cửa nối tiền sảnh với gian chính của nhà thờ. Các cánh cửa là nguyên thủy từ thế kỷ 12, ngay đến lớp da bọc vẫn còn được bảo toàn trong tình trạng tương đối tốt. Các công trình xây dựng khác của thời này là hành lang phía nam của sân trong, phòng ăn của các thầy dòng, phòng ăn của các đan sĩ, được coi là phòng quan trọng nhất trong đan viện (xây khoảng năm 1220/1230), và phòng của đan sĩ làm lễ ban sớm cho khách đan viện.
Nhà thờ là một nhà thờ ba gian, được xây trong thời gian từ 1147 đến 1178, lúc đầu theo phong cách Roman. Điểm đặc biệt là chiếc thập tự giá và hình Chúa Giêsu chịu nạn được đẽo từ một hòn đá duy nhất. Tượng này được dựng tại nơi sao cho những ngày dài nhất trong năm thì ánh sáng Mặt Trời sau 10 giờ sẽ chiếu đúng vào mão gai trên đầu Chúa Giêsu. Các bích họa còn lại trong nhà thờ phần lớn là từ thế kỷ 15 và đầu thế kỷ 16. Chủ đề chính của các tác phẩm thuộc thời kỳ hội họa Gothic này, bên cạnh những nỗi khổ hình của Chúa Giêsu, là tôn vinh Đức Mẹ, Thánh quan thầy của đan viện. Các bích họa mới hơn có chủ đề tiêu biểu cho người thống trị: huy hiệu tượng trưng của Württemberg được diễn tả kết nối với chân dung của Công tước Ulrich.